# Thecla licinia
Thecla licinia är en fjärilsart som beskrevs av Paul Mabille 1878. Thecla licinia ingår i släktet Thecla och familjen juvelvingar. Inga underarter finns listade i Catalogue of Life.